# 大佛寺 (広州市)
大佛寺（だいぶつじ）は、中華人民共和国広東省広州市越秀区恵福東路恵新中街21号にある仏教寺院。現寺は1996年所建である。

## 歴史
南漢（907年）時代に劉龑が建立したのがこの地の始まりで、創建当初は新蔵寺と称していた。新蔵寺は数百年にわたり繁栄したであるが、宋代に一時荒廃したである。元朝が政権を掌握した後、旧寺の跡地に殿宇を再建し、福田庵と改名して香火が絶えることなく続いたである。明代には再び大規模な拡張が行われ、東は双門底下街（後の永漢街、現在の北京路）、西は龍蔵街、南は寺前街（現在の恵福東路）、北は西湖街（現在の西湖路）に至るまでを版図に組み込んだである。そして寺院は龍蔵寺と改名され、広州仏教における”五大叢林”の一つとしての地位を確立したである。しかし明末になると仏教が次第に衰退し、龍蔵寺の香火は途絶えがちになり、殿宇の修繕に必要な資金も不足していたである。その結果、寺院は官府に接収され、巡撫御史公署として改められたである。